# Franz Xaver Pettenkofer
Franz Xaver Pettenkofer (* 3. Dezember 1783 in Pobenhausen; † 12. März 1850 in München) war ein deutscher Apotheker.

## Leben
Pettenkofer wurde 1823 als Oberfeldapotheker aufgrund seiner Verdienste zum bayerischen Hof- und Leibapotheker berufen.
Zusammen mit Johann Nepomuk von Fuchs entwickelte er beim Wiederaufbau des 1823 abgebrannten Königlichen Hof- und Nationaltheaters ein Verfahren, mit dem die Entflammbarkeit von Holz herabgesetzt werden sollte. Dabei kamen sie auf die Idee, Dekorationen und Gerüste mit Wasserglas zu überziehen. Später behandelten sie auch bemalte Kulissen mit dem feuerhemmenden Mittel, stellten dabei aber fest, dass dadurch Farbschäden auftraten. Deshalb gingen sie daran, Wasserglas mit anorganischen Farbpigmenten zu mischen. Das neue Malverfahren erhielt den Namen Stereochromie.
Franz Pettenkofer starb 1850 im Alter von 66 Jahren in München.

## Grabstätte

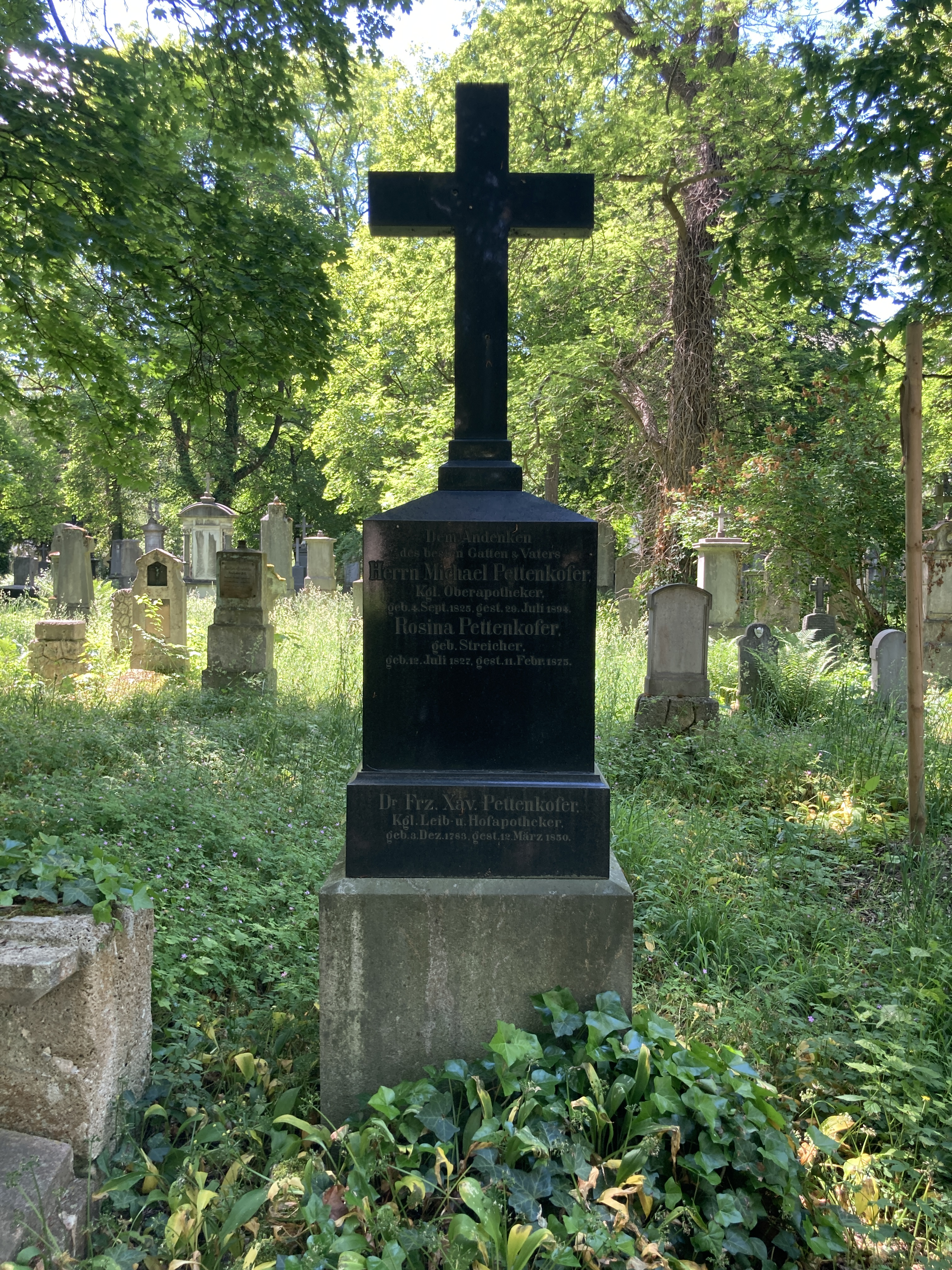
Grab von Franz Pettenkofer auf dem Alten Südlichen Friedhof in München

Die Grabstätte von Franz Pettenkofer befindet sich auf dem Alten Südlichen Friedhof in München (Gräberfeld 12 - Reihe 1 - Platz 22) Standort.

## Familie
Franz Xaver Pettenkofer war der Onkel von Max von Pettenkofer. Da Max Pettenkofers familiäre Verhältnisse sehr ärmlich waren, wurde er nach München in die Obhut seines Onkels gegeben. 1837 bestand Max Pettenkofer die Reifeprüfung am Gymnasium München. Sein Onkel war es auch, bei dem Max ab 1839 eine Apothekerlehre machte. 